# Hyphodontia tropica
Hyphodontia tropica är en svampart som beskrevs av Sheng H. Wu 2000. Hyphodontia tropica ingår i släktet Hyphodontia och familjen Schizoporaceae.   Inga underarter finns listade i Catalogue of Life.